# The Imperfects
The Imperfects és una sèrie de televisió estatunidenca de ciència-ficció creada per Dennis Heaton i Shelley Eriksen que es va estrenar a Netflix el 8 de setembre de 2022. Promocionada com una història de coming of rage (un joc de paraules sobre el gènere coming-of-age), segueix a tres joves adults que persegueixen el científic boig que va manipular el seu ADN i els va donar superpoders disruptors. S'ha subtitulat al català.

## Sinopsi
Tres adults residents a Seattle (Abbi, un científic, Juan, un dibuixant de còmics, i Tilda, una cantant) es converteixen en monstres després de sotmetre's a una teràpia gènica experimental. Posteriorment, el trio decideix perseguir el científic responsable de la seva transformació, el doctor Alex Sarkov, i obligar-lo a tornar-los a ser humans. Se'ls uneix el doctor Sydney Burke, un científic que els ajuda en la seva recerca.

## Repartiment i personatges
- Italia Ricci com el Dr. Sydney Burke
- Morgan Taylor Campbell com a Tilda Webe, una cantant de punk rock que desenvolupa els poders d'una banshee
- Rhianna Jagpal com a Abbi Singh, un estudiant de genètica que desenvolupa els poders de les súcubes
- Iñaki Godoy com a Juan Ruiz, un dibuixant de còmics que desenvolupa els poders d'un chupacabras
- Kyra Zagorsky com a Isabel Finch
- Jedidiah Goodacre com a P.J.
- Rhys Nicholson com el doctor Alex Sarkov
- Celina Martin com a Hannah Moore
- Kai Bradbury com el doctor Nate Lang

## Llista d'episodis
| Núm. | Títol                         | Direcció              | Guió                            | Data d'estrena original |
| ---- | ----------------------------- | --------------------- | ------------------------------- | ----------------------- |
| 1    | «Sarkov's Children»           | Mathias Herndl        | Shelley Eriksen i Dennis Heaton | 8 de setembre de 2022   |
| 2    | «Doug of the Dead»            | Mathias Herndl        | Shelley Eriksen i Dennis Heaton | 8 de setembre de 2022   |
| 3    | «Portland Warehouse Massacre» | Julien Christian Lutz | LA Smith                        | 8 de setembre de 2022   |
| 4    | «One of Us»                   | Julien Christian Lutz | Steve Cochrane                  | 8 de setembre de 2022   |
| 5    | «Zoe Must Be Destroyed»       | Mark Chow             | Kor Adana                       | 8 de setembre de 2022   |
| 6    | «Lest Ye Become a Monster»    | Mark Chow             | Kim Garland                     | 8 de setembre de 2022   |
| 7    | «Cure All»                    | Nimisha Mukerji       | Gorrman Lee                     | 8 de setembre de 2022   |
| 8    | «The Devil You Know»          | Nimisha Mukerji       | Gorrman Lee                     | 8 de setembre de 2022   |
| 9    | «All Monsters Attack»         | Dennis Heaton         | Dennis Heaton                   | 8 de setembre de 2022   |
| 10   | «Destroy All Monsters»        | Dennis Heaton         | Dennis Heaton                   | 8 de setembre de 2022   |

## Producció

### Desenvolupament
El 16 d'abril de 2021, Netflix va encarregar una comanda de producció directa a la sèrie que constava de deu episodis. El programa està creat per Dennis Heaton i Shelley Eriksen, que també en són els productors executius juntament amb Chad Oakes i Michael Frislev. Nomadic Pictures és l'empresa implicada en la producció de la sèrie. Basa els poders dels personatges principals en els de criatures llegendàries, com ara la banshee, el súcube i el chupacabras. La sèrie es va estrenar el 8 de setembre de 2022.

### Càsting
Després de l'anunci de l'encàrrec de la sèrie, Italia Ricci, Morgan Taylor Campbell, Rhianna Jagpal, Iñaki Godoy, Rhys Nicholson, Celina Martin i Kyra Zagorsky van ser elegits com els actors principals.